# Feldgrau
Le Felgrau (gris de campagne) est le nom d'une couleur d'uniforme vert-gris, adopté au début du XXe siècle par les armées allemandes.
Inspiré par l'uniforme porté par le corps expéditionnaire allemand en Chine lors de la guerre des Boxers en 1900, il est officiellement adopté par la plupart des unités de l'Armée de terre impériale allemande en 1910 (après trois années d'essais). À l'automne 1915, l'Armée de terre austro-hongroise adopte à son tour le Feldgrau allemand, sous le nom de Feldgrün (gris de campagne), pour remplacer la nuance grise Hechtgrau adoptée au tournant du siècle. La teinte est conservée par la Reichswehr après 1918. La Wehrmacht adopte en 1935 une nuance légèrement différente.